# Biserica „Sf. Ioan Bogoslovul” din Valea Mare-Podgoria
Biserica „Sf. Ioan Bogoslovul” este un monument istoric aflat pe teritoriul satului Valea Mare-Podgoria, aparținător orașului Ștefănești din județul Argeș. În Repertoriul Arheologic Național, monumentul apare cu codul 13454.02.